# Cheongju (vino di riso)
Il cheongju (청주?, 淸酒?, ch'ŏngjuMR; lett. "alcolico trasparente") è un vino di riso originario della Corea.

## Storia
La produzione del vino di riso in Corea risale al periodo della dinastia Goryeo (918-1392), come attestato da alcuni testi cinesi quali Jilin leishi e Xuanhe fengshi gaoli tujing: quest'ultimo menziona per la prima volta l'esistenza di due alcolici diversi, uno chiaro (il cheongju) prodotto dal governo e uno torbido (il makgeolli) preparato nelle abitazioni private. Non è però certo che l'origine del cheongju risalga al periodo Goryeo.

## Preparazione
Il cheongju viene preparato solitamente tra novembre e marzo: il riso cotto al vapore viene mescolato con acqua e nuruk, un tortino di cereali che favorisce la fermentazione, e lasciato fermentare a una temperatura non più alta di 14-16 °C: dopo 16-25 giorni si ottiene il makgeolli, mentre dopo altri 30-35 giorni il cheongju. Durante il processo di fermentazione, l'amido del riso si saccarifica, e i lieviti che si nutrono degli zuccheri creati dalla saccarificazione producono alcol. Il vino fermentato viene poi filtrato immergendo uno yongsu (un colino da vino) nel liquido e sterilizzato a 50-65 °C. La gradazione alcolica si aggira attorno al 20%, ma viene abbassata aggiungendo dell'acqua prima dell'imbottigliamento.

## Varietà e alcolici simili

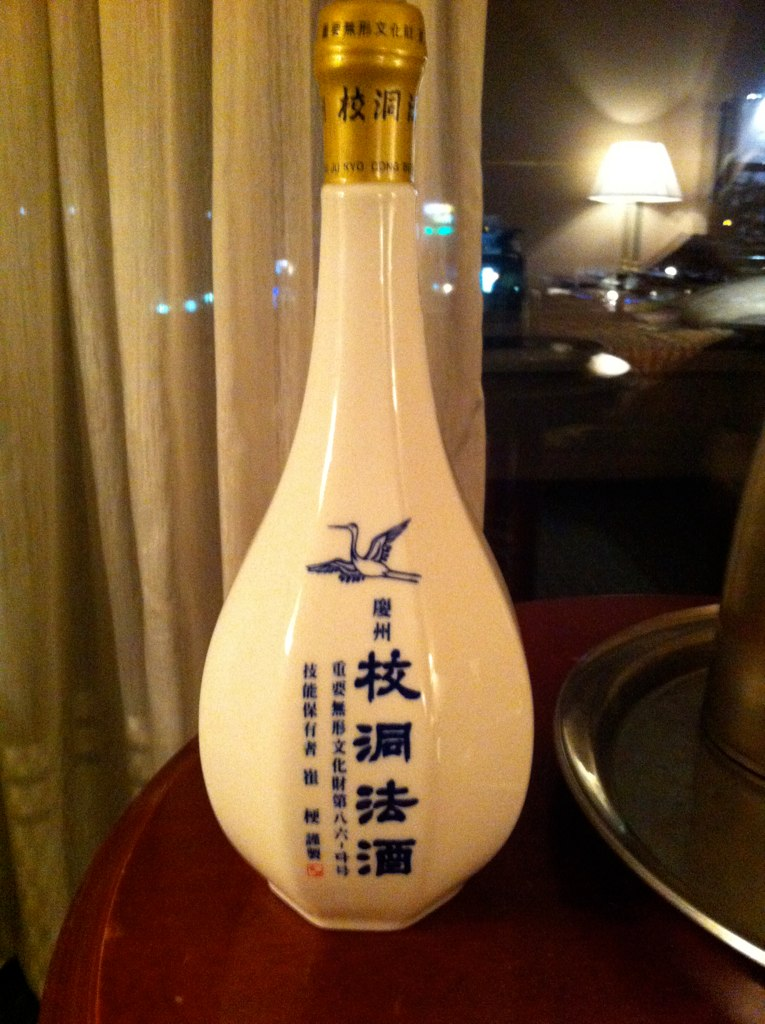
Una bottiglia di beopju.

Note varietà di cheongju sono il beopju di Gyeongju e il sogokju di Hansan (Contea di Seocheon). Simile ad altri vini di riso asiatici come il mijiu cinese e il sakè giapponese, in cucina può essere sostituito da un vermut bianco secco.